# Adebayo Akinfenwa
Saheed Adebayo Akinfenwa (* 10. května 1982) je bývalý anglický fotbalový útočník, od léta 2016 do léta roku 2022 působil v klubu Wycombe Wanderers FC. Akinfenwa je považován za nejsilnějšího fotbalistu světa.

## Soukromý život
Akinfenwa se narodil v londýnském obvodu Islington. Jeho otec je muslim, matka křesťanka, on sám je křesťanem. V mládí podporoval Liverpool FC a jeho oblíbeným hráčem byl John Barnes. Je světově proslulý svoji výraznou postavou, váží více než 100 kilogramů. V herní sérii FIFA patří mezi nejsilnější hráče. Má vlastní módní kolekci zvanou Beast Mode On (česky Zapnut mód „bestie“).

## Kariéra
V mládí na radu svého agenta podepsal smlouvu v litevském FK Atlantas. V roce 2003 se vrátil do Británie, kde začal hrát za mistra velšské ligy, Barry Town FC. S Barry vyhrál ligu i pohár, tým se ale dostal do finančních problémů a propustil své hráče a Akinfenwa přestoupil do třetiligového Boston United FC. Tam se ale neusadil, zanedlouho zamířil do Leytonu, poté do Rushden & Diamonds FC a v únoru do Doncaster Rovers FC, což byl jeho pátý klub v sezoně 2003/04. Už v červenci opět změnil klub, podepsal s Torquay United FC. V sezoně 2004/05 nastřílel 14 gólů, sestupu Torquay do čtvrté ligy ale nezabránil. V červenci 2005 podepsal smlouvu se Swansea City AFC. Vstřelil vítězný gól ve finále EFL Trophy proti Carlisle United FC. Ve třetí lize pomohl Swansea do finále playoff o postup do druhé ligy, v penaltovém rozstřelu ale minul svůj pokus a z postupu se tak radovalo Barnsley. Na konci sezony 2006/07 odmítl prodloužit smlouvu, zamířil do Swindon Town FC, kde ale neprošel zdravotní prohlídkou a v listopadu 2007 ho podepsal Millwall. Už v lednu 2008 zamířil do Norhamptonu, v červenci 2010 do Gillinghamu, v květnu 2011 zpět do Norhamptonu a v červenci 2013 zpět do Gillinghamu. V červnu 2014 přestoupil do čtvrtiligového AFC Wimbledon. V červnu 2015 s Wimbledonem prodloužil smlouvu i přes zájem z Major League Soccer. V květnu 2016 s ním byla rozvázána smlouva a Akinfenwa podepsal smlouvu s Wycombe Wanderers FC.